# إخوتي (مسلسل تلفزيوني)
إخوتي (بالتركية: Kardeşlerim)؛ هو مسلسل تلفزيوني تركي درامي بدأ بثه بعام 2021. عرض على قناة أي تي في كل يوم السبت من 20 فبراير 2021 الى 8 يونيو 2024.

## القصة
يتحدث المسلسل عن الأخوة الأربعة وكفاحهم من أجل الحياة، كانوا يعيشون حياة سعيدة مع والديهم، كانوا فقراء بجيوب فارغة لكن قلوبهم مليئة بالحب، وتنقلب حياتهم بيوم مظلم أظلم حياتهم وتركهم وحيدين بدون والديهم.

## الممثلون
| طاقم                  | الدور                   | معلومات عن الدور |
| --------------------- | ----------------------- | --- |
| جليل نالجكان          | عاكف اتاكول             | رجل غني وله نفوذ، ظالم وعديم الضمير، وهو والد دوروك وميليسا وكان وطليق نِباهات وزوج سوزان، وهو الذي قتل والد الأخوة الأربعة وشريكه رسول.                             |
| بلال يغيت كوجاك       | عمر إيران / يلماز       | أخ قدير وآسيا وأمل وهاريكا وصرب وياسمين، وهو شاب متسرع وذكي جداً، وهو الابن الحقيقي لسوزان واحمد وحفيد سيفجي، يقع بحب ميليسا في البداية ولكن يقع بحب سوسين فيما بعد. |
| سو بورجو يازجي جوشكون | آسيا إيران              | اخت كل من قدير وعمر وأمل، وهي فتاة جميلة وذكية وقوية ولديها كبرياء عالي، تقع بحب دوروك.                                                                             |
| ايلين اكبينار         | أمل إيران               | الاخت الصغرى لقدير و عمر واسيا . وهي فتاة مهذبة ودائما ما تقع في متاعب إخوتها.                                                                                      |
| جونيت ميتي            | اورهان إيران            | عم قدير وعمر وآسيا وأمل ووالد ايبوكي واولجان وزوج شينجول وطليق جونول وزوج والدة عفرا، وهو رجل فقير طيب القلب، عمل في مدرسة اتامان الثانوية.                         |
| فاديك سيفين اتاسوي    | شينغول إيران / أصلان    | طليقة اورهان ووالدة ايبوكي واولجان وهي امرأة سليطة وقوية تحب المال، وتحب أبنائها جداً.                                                                               |
| أونور سيت ياران       | دوروك اتاكول            | ابن عاكف ونِباهات وأخ ميليسا وكان، وهو فتى وسيم وثري، يحب آسيا جداً.                                                                                                  |
| جيهان شيمشيك          | اولجان إيران            | ابن اورهان وشينجول.واخ ايبوكي.فتى مضحك .يحب هاريكا في الاول وبعدها عفراء لاكنه يقع بحب ايليف ويصبح حبيبها في الاخير                                                 |
| ميليس مينكاري         | ايبوكي إيران            | ابنة اورهان وشينغول وأخت اولجان، فتاة عنيدة وصريحة وقوية لا تسكت عن حقها، تحلم ان تصبح غنية وتتغير حياتها، تحب بيرك.                                                |
| سيمجي سلجوق           | نِباهات اتاكول           | طليقة عاكف وأم كل من دوروك وميليسا وزوجة والد كان. |
| اهو ياغتو             | سوزان مانياسلي / اتاكول | أم هاريكا وعمر، متزوجة من كنان لكنها تخونه مع عاكف وأصبحت زوجته وخطيبة أحمد سابقا.                                                                                  |
| ايفريم دوغان          | جونول إيران             | والدة عفرا، امرأة افتتحت مطعماً بجانب المخبز الذي يعمل فيه اورهان، أصبحت معجبة به وتتزوج وهي إمرأة لا تحب شينغول وتعمل ما بوسعها لكي لا تعود علاقتها بزوجها السابق.  |
| رجب اوستا             | بيرك أوزكايا            | ابن رسول وآيلا، فتى غني، في البداية يكره ويفتعل المشاكل لقدير واخوته لكنه عندما يقع بحب ايبوكي يصبح صديقهم.                                                         |
| ليزجي كوميرت          | سوسين كيليتش            | فتاة غنية وجميلة تعيش لوحدها، تقع بحب قدير في البداية، لكنها تحب عمر فيما بعد.                                                                                      |
| التشين ايرام          | ليديا                   | تظهر في الحلقة 98.ابنة خال تولغا .فتاة جميلة ومغرورة تقع بحب عمر .تسبب له المشاكل بينه وبين سوسين لينفصلوا                                                          |
| بيرك علي شاتال        | تولغا بارتشين           | اخ ليلى وحبيب عائشة السابق.في البداية يكره قدير واخوته ويسبب لهم الامشاكل لكنه يصبح صديقهم فيما بعد.يقع في حب ياسمين                                                |
| ايجيم سينا باير       | عفراء يلديز             | ابنة جونول وحبيبة اولجان. |
| اتاكان اوزكايا        | صرب يلماز               | ابن احمد وشوال وحفيد الخالة سيفجي واخ عمر وياسمين وهو فتى شرير يحاول في البداية مضايقة عمر والتسبب له في مشاكل بالمدرسة لكن يصبح إنسان طيب بعد معرفته بالحقيقة.     |
| ايلول كانديمير        | ياسمين يلماز            | ابنة احمد وشوال وحفيدة الخالة سيفجي واخت عمر وصرب. |
| اصلي مافيتان          | آيلا أوزكايا / كارا     | أم بيرك، تكره شينجول وايبوكي، تعمل على وضع خطط مع عاكف ونبهات لإصلاح علاقتها مع زوجها رسول وإبعاده عن سوزان.                                                        |
| كاهان جاكر            | احمد يلماز              | والد عمر الحقيقي وصرب وياسمين وابن الخالة سيفجي وزوج شوال. |
| نيهان بيوك اكاش       | شوال يلماز              | زوجة احمد وزوجة والد عمر ووالدة صرب وياسمين وهي دائما على خلاف مع الخالة سيفجي تسببت بوفاتها بعد حبسها في المستودع.                                                 |
| ينار اوزار            | سيد رضاء                | مدير النادي التي تعمل فيه سوزان. |
| باريش اك سافاش        | اسماعيل                 | مساعد الخالة سيفجي. |
| ايريم دينيز           | فاتوش                   | زوجة إسماعيل. |
| ايمري يتيك            | المدير بوراك            | مدير مدرسة اتامان الخاصة. |
| تشاغلار يالشينكايا    | جليل                    | مساعد عاكف الجديد. |
| سيدا كيرميلي اوغلو    | اينجي                   | صدبقة نباهات وايلا وام روزجار |
| روزجار هيبترك         | روزجار                  | فتى في الصف التاسع يدرس في مدرسة اتامان الخاصة. |
| ديلارا سومبول         | ايليف                   | اخت بيرك التوأم حيث أن ايلا اشترت بيرك من أمه و ابوه عندما كان طفل و تركت ايليف، تدرس في مدرسة اتامان الخاصة و تعتبر ايلا اماً لها                                   |
| ببيرك باقي اوغلو      | أياز                    | ابن اخت شوال، صرب و ياسمين ابن خالته، و عمر ابن زوج خالته الغير الشرعي... فتى متسلط، فوضوي، يفتعل المشاكل..، معجب باسيا لكنه يحاول ان يصبح فتى طيب ليلفت انتباهها   |

### الأدوار المنتهية
| طاقم                 | الدور              | الحلقات       | السبب |
| -------------------- | ------------------ | ------------- | --- |
| يونس إمجا            | عصمت اصلان.        | 1-3           | هو شقيق شينغول، ابتز عاكف وكسب المال من وفاة والد الإخوة، هدده عاكف وسافر إلى الخارج. |
| مراد اونوك           | كنان مانياسلي      | 1-8           | زوج سوزان ووالد هاريكا، يموت في حادث مروري عندما علم بخيانة سوزان وعاكف. |
| هاكان انس اوكسوز     | سليم               | 1-18          | شاب يقيم في الحي الذي تقيم به آسيا واخوتها، معجب بآسيا. |
| شاغلا شيمشيك         | عائشة كايا         | 8-18          | فتاة غنية ولطيفة تدرس في المدرسة وحبيبة تولغا السابقة، وتقع بحب عمر، تسافر إلى بورصا بسبب مرض أمها. |
| صباح الدين ياقوت     | إرهان              | 1-19          | رجل عاكف، قُتل على يد عاكف عندما علم عاكف بإبتزازه له، لكنه لم يمت وسافر إلى خارج البلاد. |
| خالد أوزغور ساري     | قدير إيران         | 1-29          | هو الأخ الأكبر لعمر وآسيا وأمل، وهو شاب لطيف ورحيم وقوي، يتحمل مسؤولية اخوته ويسعى لإسعادهم، يعمل في مقهى مدرسة اتامان الخاصة، يقع بحب ميليسا، يموت في حادث سيارة عندما يكون ذاهب إلى الشرطة لتسليم عاكف اتاكول. |
| داملا سو إيكيز اوغلو | ميليسا اتاكول      | 1-29          | إبنة عاكف ونِباهات واخت دوروك وكان، فتاة حساسة ولطيفة، تحب قدير، تذهب إلى مستشفى أمراض عقلية في جنيف في سويسرا بعد أن فقدت عقلها لدهسها قدير بالخطأ.                                                              |
| كان سيفي             | مظلوم              | 1-34          | صديق قدير الوفي، يعمل في مقهى مدرسة اتامان الخاصة، هو وتاليا يحبون بعض، يذهب إلى إزمير مع تاليا. |
| ليليا إيرام سلمان    | تاليا              | 1-34          | فتاة غنية تدرس في مدرسة اتامان الخاصة، صديقة هاريكا وسوسين، تحب مظلوم، تذهب إلى إزمير مع عائلتها ومظلوم. |
| نيلسو يلماز          | جميلة              | 19-38         | فتاة قوية الشخصية تتعرف إليها آسيا في الميتم، ثم تأتي لتعيش معهم في القن، تقع بحب تولغا، تذهب إلى عند صديقتها في إزمير.                                                                                          |
| اغون كابتن اوغلو     | رسول اوزكايا       | 33-45         | والد بيرك وزوج آيلا، وهو رجل غني وله نفوذ، أصبح شريك عاكف، وأصبح معجباً بسوزان فور رؤيتها، يموت عندما يسقط على رأسه عندما كان يتشاجر مع عاكف ونِباهات.                                                             |
| ايرين اورين          | كاهان اتاكول       | 21-47         | الابن الغير شرعي لعاكف اتاكول واخ دوروك وميليسا، يحب آسيا، ومستعد أن يفعل اي شيء من أجل والده عاكف، يموت عندما يسقط هو وسوسين من الطابق العلوي إلى ارض المقهى في المدرسة.                                        |
| ايلغاز كايا          | دورا ايمرال        | 35-47         | حبيبة امير، اهلها نقلوها من المدرسة بعد حادثة كان وسوسين . |
| جوزدة توركير         | هاريكا مانياسلي    | 1-52          | ابنة سوزان وكنان واخت عمر، وهي فتاة عصبية ومتكبرة، تكره عمر واخوته، تحب دوروك في البداية لكنها تقع بحب اولجان فيما بعد، سافرت إلى الخارج لإكمال حياتها والابتعاد عن الفقر.                                       |
| انس ديمير كابي       | امير ايجه          | 35-56         | ابن اخت ايلكنور واخ اوزجي، شاب سيئ ومغرور، تشاجر مع عمر فدفعه اولجان على رأسه، فأتى إلى المدرسة لينتقم منهم. |
| يارين يابجي          | اوزجي ايجه         | 35-56         | ابنة اخت ايلكنور واخت امير، تحب دوروك وتحاول تفريقه عن آسيا. |
| البير خليل اوغلو     | زينال              | 19-56         | مساعد عاكف، أصبح يعمل في مقهى مدرسة اتامان الخاصة. |
| يلديز كولتور         | الخالة سيفجي يلماز | 52-70         | ام احمد وجدة عمر و ياسمين و صرب.ذهبت لتعيش مع عمر واخواته دون ان تقول لهم من هي.توفيت بسكتة قلبية بعدما حبستها شوال زوجة احمد في المستودع                                                                        |
| نازلي شيتين          | ليلى بارتشين       | 57-74         | اخت تولغا، وهي فتاة لطيفة تقع بحب عمر، بعد معرفتها بسر موت قدير، فتشاجرت مع سوسين وعندما وضعت سوسين يدها على فمها محاولة اسكاتها سقطت عن السلم لفقدانها توازنها ،.ثم تموت                                        |
| اونور سيت يران       | دوروك اتاكول       | من-إلى 1-95   | مات بحادث سير اثناء علمه ان اختهُ ميليسا هي من صدمت قدير وتسببت بوفاته( الاخ الاكبر لحبيبته آسيا) |
| مارك رايموند         | ماهر               | من-إلي 96-103 | ذهب الي اخيه في انقره |
| فاديك سيفين اتاسوي   | شينجول             |               | تموت بحادث سير، اثناء ذهابها لحضور زفاف اخيها، لسبب مجهول |
| سو بورجو يازجي كوشون | آسيا               | من-اإلى 1-117 | قتلت بأطلاق ناري من قبل عصابة |

## موعد العرض
| الموسم | الحلقات | الحلقات | الأصلي         | الأصلي        | الأصلي   |
| الموسم | الحلقات | الحلقات | الأول          | الأخير        | الشبكة   |
| ------ | ------- | ------- | -------------- | ------------- | -------- |
| 1      | 18      | 18      | 20 فبراير 2021 | 19 يونيو 2021 | أي تي في |
| 2      | 38      | 38      | 11 سبتمبر 2021 | 11 يونيو 2022 | أي تي في |
| 3      | 38      | 38      | 3 سبتمبر 2022  | 10 يونيو 2023 | أي تي في |
| 4      | 38      | 38      | 9 سبتمبر 2023  | 8 يونيو 2024  | أي تي في |

## الجوائز والترشيحات
| عام  | جائزة                                 | فئة                               | مرشح                             | نتيجة | المرجع. |
| ---- | ------------------------------------- | --------------------------------- | -------------------------------- | ----- | ------- |
| 2021 | جوائز الفراشة الذهبية 47              | أفضل مسلسل                        | اخوتي                            | رُشِّح   | [ 14 ]  |
| 2021 | جوائز الفراشة الذهبية 47              | أفضل ممثلة                        | يازجي كوشكون                     | رُشِّح   | [ 14 ]  |
| 2021 | جوائز الفراشة الذهبية 47              | أفضل ثنائي في (مسلسلات تلفزيونية) | يازجي كوشكون وأونور سيت ياران    | رُشِّح   | [ 14 ]  |
| 2021 | جوائز الفراشة الذهبية 47              | أفضل مخرج                         | سركان فيرست                      | رُشِّح   | [ 14 ]  |
| 2021 | جوائز الفراشة الذهبية 47              | أفضل سيناريو                      | جول أبوس سميرسي                  | رُشِّح   | [ 14 ]  |
| 2021 | جوائز الفراشة الذهبية 47              | أفضل موسيقى                       | ألب ينير                         | رُشِّح   | [ 14 ]  |
| 2021 | جوائز الفراشة الذهبية 47              | أفضل ممثل طفل                     | أيلين أكبينار                    | فوز   | [ 14 ]  |
| 2021 | جوائز العدسة الذهبية الخامسة والعشرون | أفضل مسلسل دراما لهذا العام       | اخوتي                            | فوز   | [ 15 ]  |
| 2021 | جائزة مون لايف                        | أفضل ممثلة للعام                  | فاديك سفين أطاصوي                | فوز   | [ 16 ]  |
| 2021 | جواذز الذهبية ال61                    | النجم الساطع لأفضل ممثل للعام     | أونور سيت ياران                  | فوز   | [ 17 ]  |
| 2021 | جوائز إيجة الذهبية الدولية            | ممثل العام اللامع                 | يجيت كوجاك                       | فوز   | [ 18 ]  |
| 2021 | جوائز مجلة جي كيو                     | النجم الصاعد لهذا العام           | أونور سيت ياران                  | فوز   | [ 19 ]  |
| 2022 | جوائز أفضل الأوقات لعام 2022          | أفضل مسلسل درامي                  | اخوتي                            | فوز   | [ 20 ]  |
| 2022 | جوائز أفضل الأوقات لعام 2022          | أفضل ممثلة                        | فاديك سفين أطاصوي                | فوز   | [ 20 ]  |
| 2022 | جوائز أفضل الأوقات لعام 2022          | أفضل ممثل (دور داعم)              | توران جيهان                      | فوز   | [ 20 ]  |
| 2022 | جوائز أفضل الأوقات لعام 2022          | أفضل ممثلة (دور داعم)             | غوزدي توركر                      | فوز   | [ 20 ]  |
| 2022 | جامعة أوكان اسطنبول (أفضل للعام)      | أفضل مسلسل                        | اخوتي                            | فوز   | [ 21 ]  |
| 2022 | جامعة أوكان اسطنبول (أفضل للعام)      | أفضل ثنائي لهذا العام             | سو بورجو يازجي & أونور سيت ياران | فوز   | [ 21 ]  |
| 2022 | جوائز الفراشة الذهبية                 | أفضل ممثلة صاعدة                  | سو بورجو يازجي جوكشون            | فوز   |         |
| 2022 | جوائز الفراشة الذهبية                 | أفضل ثنائي                        | سو بورجو يازجي& أونور سعيد يارن  | فوز   |         |

## الإنتاج
تم تصوير مسلسل أخوتي في بمنطقة الفاتح، بإسطنبول، تم تصوير بعض المشاهد من المسلسل في مناطق مختلفة من إسطنبول.

### الموسم 3
في 5 أغسطس 2022، أعلن بدء التحضير لتصوير الموسم الثالث من المسلسل في 13 أغسطس 2022، ومن المقرر عرضه في سبتمبر 2022.
في 23 أغسطس 2022، اصدرت قناة أي تي في أول عرض تشويقي، بجانب الإعلان عن تاريخ العرض الأول، سيتم بثه في 3 سبتمبر 2022.

## البث الدولي
تم طرح المسلسل في الأسواق العالمية تحت اسم «لعائلتي». بدول الشرق الاوسط وقارة افريقيا في أكثر من 30 دولة، وروسيا ورومانيا وإسرائيل وأوزبكستان. كما بدأ بثه على OSN، إحدى أكبر منصات الإنترنت في الشرق الأوسط، في 15 أغسطس 2021.

## روابط خارجية
- الموقع الرسمي
 باللغة التركية
- أخوتي على موقع IMDb (الإنجليزية)
- أخوتي على موقع فيلمافينيتي (الإسبانية)
- أخوتي على موقع كينوبويسك (الروسية)
- أخوتي على موقع قاعدة بيانات الفيلم (الإنجليزية)